# Municipio de Pine Creek (condado de Clinton)
El municipio de Pine Creek (en inglés: Pine Creek Township) es un municipio ubicado en el condado de Clinton en el estado estadounidense de Pensilvania. En el año 2000 tenía una población de 3.184 habitantes y una densidad poblacional de 85.4 personas por km².

## Geografía
El municipio de Pine Creek se encuentra ubicado en las coordenadas 41°11′36″N 77°20′44″O / 41.19333, -77.34556.

## Demografía
Según la Oficina del Censo en 2000 los ingresos medios por hogar en la localidad eran de $39,464 y los ingresos medios por familia eran de $44,085. Los hombres tenían unos ingresos medios de $33,333 frente a los $21,628 para las mujeres. La renta per cápita de la localidad era de $20,451. Alrededor del 6,3% de la población estaba por debajo del umbral de pobreza.